# Kritzmow
Kritzmow település Németországban, Mecklenburg-Elő-Pomeránia tartományban. Lakosainak száma 4015 fő (2023. december 31.). Kritzmow Lambrechtshagen, Rostock, Papendorf, Ziesendorf és Stäbelow községekkel határos.

## Népesség
A település népességének változása:
| Lakosok száma | 3797 | 3875 | 3905 | 3927 | 4015 |
|               | 2017 | 2019 | 2021 | 2022 | 2023 |